# Kommandostab Reichsführer-SS
El Kommandostab Reichsführer-SS ("Personal de Mando del Reichsführer-SS") era una organización militar dentro de las SS de la Alemania Nacionalsocialista bajo el control personal de Heinrich Himmler, el comandante en jefe de las SS. Establecida en 1941, antes de la invasión alemana de la Unión Soviética, consistía en las fuerzas de seguridad de las Waffen-SS desplegadas en los territorios ocupados.

## Función
La organización se formó el 7 de abril de 1941 a partir de las tropas de las Waffen-SS como "personal especial" (Eintzatsstab), reportando directamente al Reichsführer-SS Heinrich Himmler. Fue designado oficialmente como Kommandostab Reichsführer-SS el 6 de mayo. Para encabezar la organización, Himmler nombró a un oficial de carrera del ejército, Kurt Knoblauch, que actuó como jefe de personal de las unidades. El propósito de la formación era llevar a cabo "operaciones de pacificación" en las Zonas de Retaguardia del Grupo de Ejércitos y territorios administrados por civiles (Reichskommissariats).
Antes del lanzamiento de la invasión de la Unión Soviética en junio  de 1941 , las formaciones del Kommandostab incluían dos Brigadas de Infantería SS (1.ª y 2.ª) y dos Regimientos de Caballería SS combinados en la Brigada de Caballería SS, con un total de aproximadamente 25.000 tropas de las Waffen-SS . Sus unidades individuales estaban subordinadas a los líderes superiores de las SS y la policía (SS- und Polizeiführer) locales y se usaban en el asesinato de judíos y otros "indeseables", además de proporcionar seguridad en la zona de retaguardia. En la función anterior, las actividades de las unidades eran indistinguibles de los escuadrones de la muerte móviles Einsatzgruppen y los Regimientos de Policía, como el Regimiento de Policía Central. El historiador Yehoshua Büchler describió las formaciones bajo el Kommandostab como "las brigadas de asesinatos personales de Himmler".

## Formaciones subordinadas
- 1.ª Brigada de Infantería SS
- 2.ª Brigada de Infantería SS
- Brigada de Caballería SS